# Security BSides
Security BSides (generalmente llamado solo BSides) es una convención de hackers que proporciona un marco impulsado por la comunidad para conferencias de seguridad de la información. BSides fue cofundada por Mike Dahn, Jack Daniel, y Chris Nickerson en 2009. Debido a la abrumadora cantidad de presentaciones presentadas a Black Hat USA en 2009, las presentaciones rechazadas se presentaron a un grupo más pequeño de personas.. Con el tiempo, el formato de conferencia maduró y se lanzó para permitir a las personas comenzar sus propias conferencias BSides.
Hay tres estilos de eventos, Estructurados, Sin Conferencias, e híbridos. Un evento Estructurado sigue el modelo de conferencia tradicional y muchas veces sucede en conjunto con otras conferencias más grandes como Black Hat, RSA, etc. Los asistentes suelen entremezclarse y asistir a uno o más eventos. Las conversaciones se envían al evento local con anticipación, se seleccionan y se programan antes del inicio de la conferencia. En el estilo de evento Sin conferencia, es completamente dirigido por el asistente. Los asistentes aparecen a una hora predeterminada, discuten ideas y acuerdan en colaboración sobre cómo se verá el programa ese día. Las conversaciones que obtienen la mayor atención y aceptación se agregan al programa.

## BSides en Latinoamérica
BSides es un evento anual con conferencias gratuitas y abiertas que busca convertirse en un referente académico y de conocimiento sobre seguridad digital y ciberseguridad para la región latinoamericana.
Los países organizadores de versiones BSides Latam han sido hasta la fecha, BSides Sao Paulo (2017), BSides Chile (2018) y el año 2019 le correspondió a Bsides Colombia realizar esta versión Latinoamericana.
Hasta el momento se organizaron Security BSides en varios países latinoamericanos como Argentina, Bolivia, Brasil, Colombia, Chile, México, Costa Rica, Panamá y Perú.

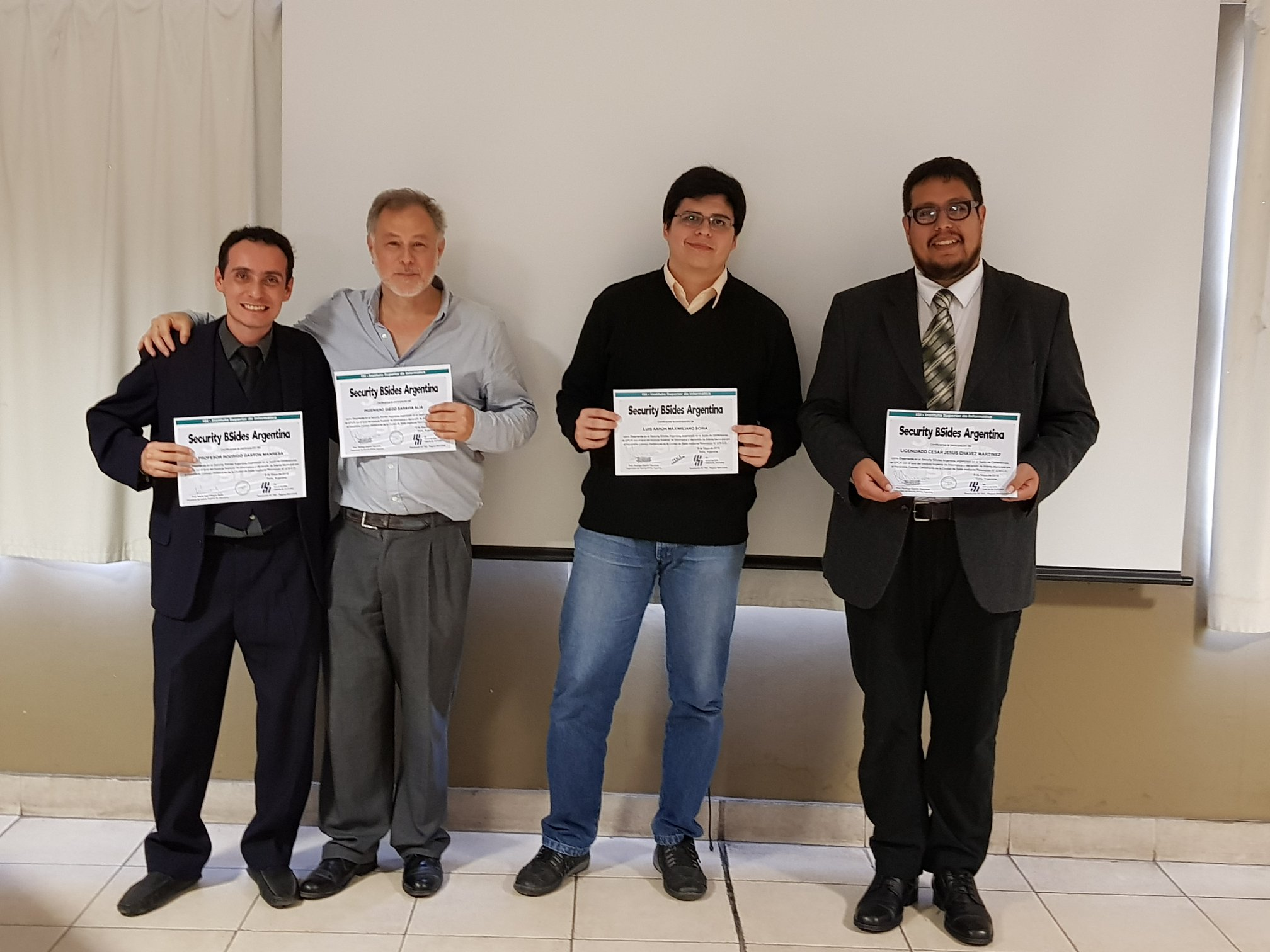
Conferencistas del Security BSides Argentina realizado en la Ciudad de Salta (Prof. Rodrigo Gastón Manresa, Ing. Diego Saravia Alía, Tec. Luis Aaron Soria y Lic. César Chávez Martínez)